# Independent Power Producer
Als Independent Power Producer (deutsch Unabhängiger Stromerzeuger), kurz IPP, werden international in der Elektrizitätswirtschaft solche Betreiber von Kraftwerken und anderen Anlagen zur Stromerzeugung bezeichnet, die im Gegensatz zu „klassischen“ Stromversorgungsunternehmen (englisch public utility) nicht über ein eigenes Stromnetz verfügen, um die produzierte elektrische Energie („Strom“) zu übertragen und an Endverbraucher zu verteilen.
Die IPPs speisen ihren Strom in das Netz eines Netzbetreibers ein und erhalten entweder von diesem dafür eine vertraglich oder in manchen Ländern auch gesetzlich festgelegte Einspeisevergütung, oder sie verkaufen ihren Strom im Rahmen eines Power Purchase Agreements direkt an einen anderen Abnehmer (Händler oder Verbraucher). Im zweiten Fall erhält der Netzbetreiber vom IPP ein Netznutzungsentgelt für die Durchleitung des Stroms.

## Aufkommen von IPPs
Anders als bei „klassischen“, häufig ganz oder teilweise öffentlichen Stromversorgern mit öffentlichen Versorgungsauftrag (Grundversorger), handelt es sich bei IPPs durchwegs um private Unternehmen. Seit ab den 1990er-Jahren in vielen Staaten die Energiemärkte liberalisiert wurden und die Energieerzeugungsunternehmen gezwungen wurden, ihre Netze für Fremdeinspeisung zu öffnen, treten IPPs vermehrt auf. Da in vielen Ländern die klassischen Stromversorger inzwischen entlang der Wertschöpfungskette Stromerzeugung, -übertragung und -verteilung entflochten wurden und die Stromerzeugung in rechtlich getrennte Unternehmen ausgegliedert wurden, verschwimmt zunehmend die Grenze zu den IPPs.
Durch die Öffnung des Energiesektors für private Mitbewerber können hier nun auch kleinere Unternehmen Fuß fassen. Sie können flexibel auf Marktanforderungen reagieren, den Einsatz innovativer Technologien fördern und durch ein diversifiziertes Angebot auf dem Energiemarkt auch mehr Dynamik in den Wettbewerb bringen.

### Vorteile von IPPs
Das Aufkommen von IPPs hat das Angebot auf dem Energiesektor erweitert. IPPs sind dezentral strukturiert, sodass sie die Versorgungssicherheit nahe am Endverbraucher sicherstellen und die Unabhängigkeit von zentralen Stromerzeugungseinheiten fördern können. Außerdem erschließen sie neue Kapazitäten in der Energiegewinnung. Denn allein zwischen 1980 und 2022 hat sich der weltweite Stromverbrauch auf etwa 26,6 Petawattstunden jährlich erhöht und damit mehr als verdreifacht.